# Gaivota-tridáctila
A gaivota-tridáctila (Rissa tridactyla) é uma pequena gaivota, pertencente ao género Rissa e à família Laridae. Caracteriza-se pelas patas pretas, pelo bico amarelo e pelas asas prateadas com a ponta preta.
Nidifica colonialmente em zonas costeiras. Distribui-se pelas latitudes subárcticas de todos os continentes, ocorrendo no norte e no centro da Europa, na Islândia, na Gronelândia, na América do Norte e na Sibéria.

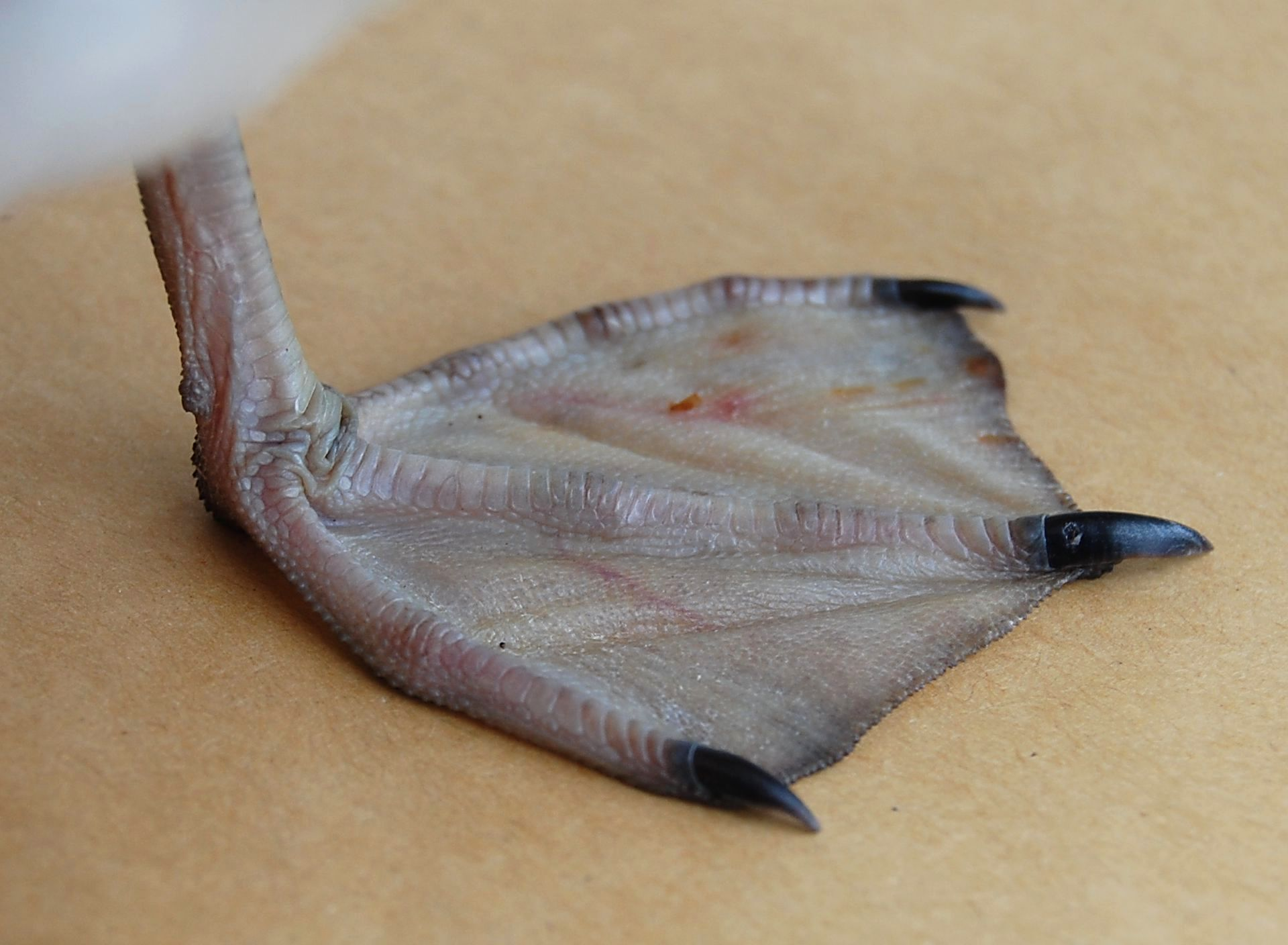
Pata da gaivota-tridáctila

É uma espécie parcialmente migradora, que pode ser vista em Portugal durante o Inverno.

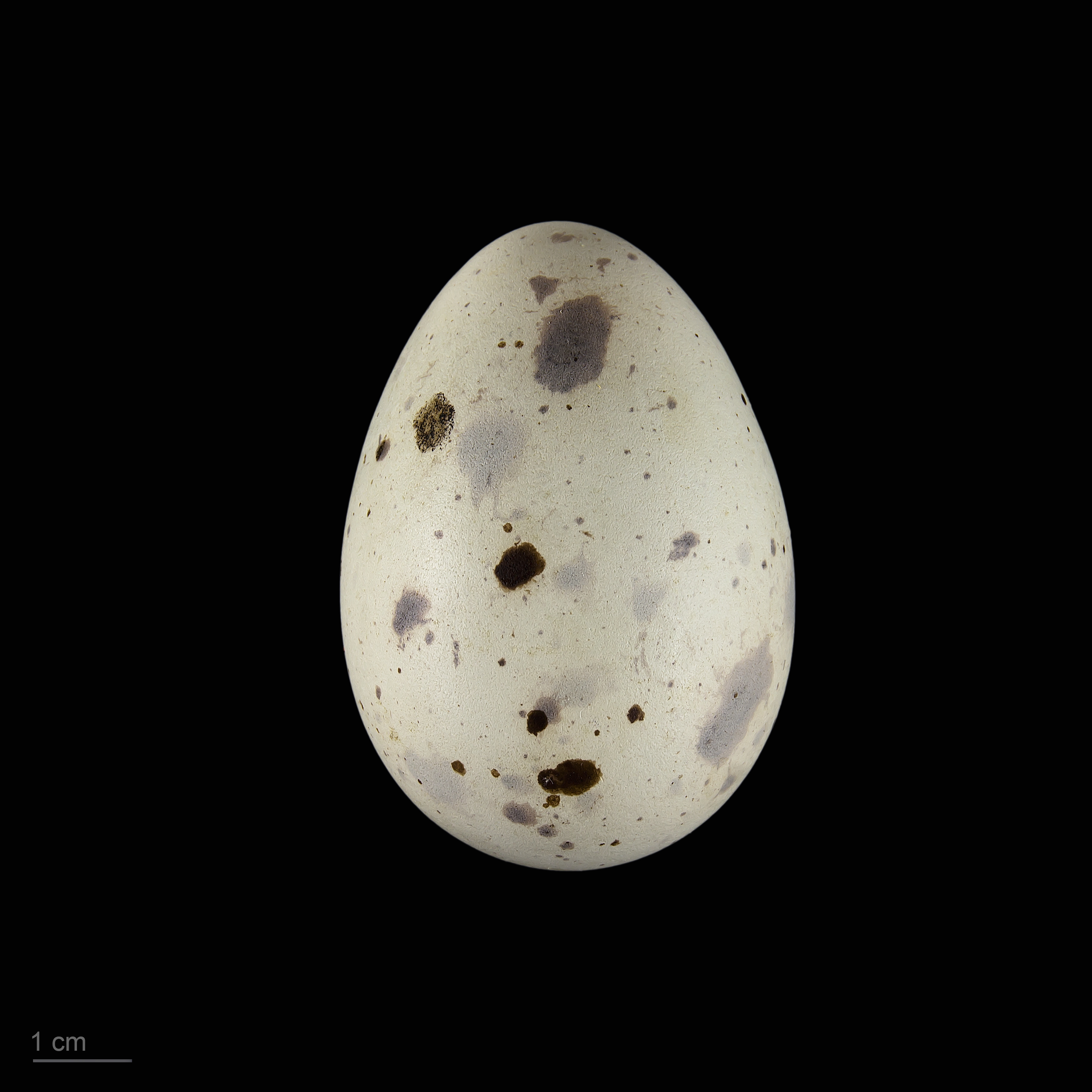
Rissa tridactyla - MHNT

## Subespécies
São reconhecidas 2 subespécies:
- R. t. tridactyla - Atlântico norte
- R. t. pollicaris - Pacífico norte